# NGC 2495
NGC 2495 (другие обозначения — MCG 7-17-8, MK 383, ZWG 207.16, KUG 0757+399, PGC 22457) — спиральная галактика (Sd) в созвездии Рысь.
Этот объект входит в число перечисленных в оригинальной редакции «Нового общего каталога».
Есть вероятность, что NGC 2495, а также NGC 2493 неправильно идентифицированы; наблюдения Уильяма Парсонса могут относиться совсем к другим объектам, так как его описания этих галактик выглядят странными, если это действительно те два объекта, которые он видел.